# Jayyous
Jayyous, en arabe : جيوس, est un village du gouvernorat de Qalqilya en Palestine. Il est situé à 7 km au nord-est de Qalqilya en Cisjordanie.
Selon le recensement du bureau central palestinien des statistiques, la localité compte une population de 3 478 habitants en 2017.